# Ahmad Kasraví
Seyyed Ahmad Kasraví (Tabriz, 29 de septiembre de 1890-Teherán, 11 de marzo de 1946) fue un destacado historiador, lingüista, crítico social, reformador y nacionalista iraní de etnia azerí. 
Convertido al constitucionalismo mientras estudiaba para ser religioso islámico a principios del siglo XX, abandonó el hábito y se dedicó al estudio de los saberes occidentales, así como de la historia y de las lenguas iraníes, llegando a desarrollar una intensa labor de oposición a la superstición, al clero islámico, al sufismo, al bahaísmo y al chiismo, y fundando el movimiento pakdiní («de fe pura»), encaminado a la fundación de una identidad iraní secular. Su actividad política e intelectual le atrajo las iras de grupos reaccionarios islámicos. En 1946, mientras era juzgado por «calumnias contra el Islam», fue asesinado por seguidores del mulá Navvab Safaví. Kasraví sigue siendo un referente del nacionalismo secular iraní.